# Sumatraanse papegaaiduif
De Sumatraanse papegaaiduif (Treron oxyurus) is een vogel uit de familie Columbidae (duiven). Het is een zeldzame soort duif die voorkomt in de Indische Archipel. De vogel werd in 1823 beschreven door Coenraad Jacob Temminck op grond van materiaal dat door Pierre-Médard Diard en Caspar Georg Carl Reinwardt naar Leiden werd gestuurd.

## Kenmerken
De vogel is 30 tot 34 cm lang en lijkt sterk op de spitsstaartpapegaaiduif (T. apicauda), maar de staart is korter en niet zo duidelijk in een punt uitlopend. De duif is overwegend groen, maar donkerder en doffer groen dan T. apicauda. De Sumatraanse papegaaiduif heeft meer helder geel op de buikstreek. Het vrouwtje is doffer gekleurd.

## Verspreiding en leefgebied
Deze soort komt voor op Sumatra en westelijk Java. Het is een vogel van natuurlijk, montaan bos, op Sumatra tot op 1900 m boven zeeniveau en op Java tot 3000 m. De vogel verblijft vaak hoog in de boomkronen.

## Status
De grootte van de populatie is niet gekwantificeerd, maar waarschijnlijk nemen de aantallen af door habitatverlies. De vogel is schaars op Sumatra en zeldzaam op Java en komt voornamelijk voor in als natuurreservaat beheerde gebieden. Om deze redenen staat deze soort als gevoelig op de Rode Lijst van de IUCN.